# Axel Hinrich Murken

Axel Hinrich Murken (aus der Privatsammlung von Christa Murken)

Axel Hinrich Murken (* 2. Dezember 1937 in Gütersloh) ist ein deutscher Arzt, Medizin- und Kunsthistoriker.

## Leben und Wirken
Axel Hinrich Murken bestand an der Friedrich von Bodelschwingh-Schule in Bielefeld-Bethel am 18. Februar 1958 das Abitur. Danach leistete er sein Wehrpflichtjahr von 1958 bis 1959 bei den Pionieren in Hannover-Bothfeld ab. Er studierte von 1959 bis 1973 Medizin, Kunstgeschichte und Archäologie in Hamburg, Bonn und Münster. An der Westfälischen Wilhelms-Universität in Münster legte er am 24. Juli 1965 sein Medizinisches Staatsexamen ab und wurde dort im gleichen Jahr mit der Dissertation Untersuchungen zur Klinik und Genetik der Epidermolysis bullosa hereditaria dystrophica recessiva. zum Dr. med. promoviert. Im Jahr 2001 wurde er an der Universität Bonn mit einer kunsthistorischen Untersuchung über Edgar Ende zum Dr. phil. promoviert.
Nach zweijähriger Medizinalassistenz in verschiedenen Krankenhäusern und im Institut für Humangenetik in Münster erhielt er am 5. Juni 1968 die Approbation als Arzt. Nach Tätigkeit als Assistenzarzt am Städtischen Krankenhaus Halle (Westf.) und in den Krankenanstalten Sarepta in Bielefeld von 1968 bis 1969 begann er am 1. April 1969 eine wissenschaftliche Laufbahn als Medizinhistoriker. Zunächst war er als Assistent von Hans Schadewaldt an der Universität Düsseldorf tätig, wo er sich 1973 für das Fach „Geschichte der Medizin“ habilitierte. 1971 absolvierte er ein dreimonatiges Stipendium der Fritz Thyssen Stiftung in den USA.
Von 1975 bis 1981 nahm er eine Professur am Institut für Theorie und Geschichte der Medizin an der Westfälischen Wilhelms-Universität Münster wahr. Von 1974 bis 1982 vertrat Murken als Lehrbeauftragter die Unterrichtsfächer „Geschichte der Medizin“ und „Medizinische Terminologie“ am Universitätsklinikum der Gesamthochschule Essen. Am 5. Februar 1981 wurde er auf den neugegründeten Lehrstuhl für Geschichte der Medizin an der RWTH Aachen berufen. Bis zu seiner Emeritierung 2003 war er dort ordentlicher Universitätsprofessor und Direktor des Institutes für Geschichte der Medizin und des Krankenhauswesens am Universitätsklinikum Aachen.
Murken ist Sohn des Gynäkologen Diedrich Murken (1893–1958) und von Elisabeth Murken, geb. Goebel (1908–1998). Er ist verheiratet mit der Kunsthistorikerin und Malerin Christa Murken, geborene Altrogge, Tochter des Flugzeugpioniers Werner Altrogge (1913–1944), und hat drei Kinder, darunter der Künstler Julian Murken und die Schriftstellerin Imme von Wedel.

## Aktivitäten
Murken ist Autor zahlreicher Bücher und Beiträge zur Medizin- und Krankenhausgeschichte sowie zur Kunstgeschichte, darunter das Standardwerk Lehrbuch der Medizinischen Terminologie. Er war Mitglied der Gründungsversammlung des von Joseph Beuys angeregten Vereins „Freie Internationale Hochschule für Kreativität und Interdisziplinäre Forschung e. V.“, die am 27. April 1973 im Atelier von Beuys am Drakeplatz stattfand. 1976 gründete er gemeinsam mit Christa Murken den Verlag Murken-Altrogge und ist dort Herausgeber der Reihen Studien zur Geschichte des Krankenhauswesens und Studien zur Medizin-, Kunst-, und Literaturgeschichte. Von 1979 bis 2009 war er Vorsitzender der Deutschen Gesellschaft für Krankenhausgeschichte. Von 1977 bis 1993 war er Gründungsmitglied und Vorsitzender der „Gesellschaft der Freunde und Förderer für ein Deutsches Krankenhausmuseum“ und von 1981 bis 2002 Vorsitzender der „Gesellschaft für Sozialfürsorge Klinik, Dr. Diedrich Murken, Gütersloh“.
Von 1972 bis 2010 hat er das Journal Historia Hospitalium, Jahrbuch der Deutschen Gesellschaft für Krankenhausgeschichte, herausgegeben. Er ist Stifter des Christian-Heyden-Preises zur Förderung der Baukultur im Kreis Gütersloh.
Ein Hauptinteresse Murkens gilt neben der Krankenhaus- und Medizingeschichte der Spiegelung der Heilkunde in der Malerei. Weiterhin gilt seine wissenschaftliche Arbeit der Kunstgeschichte und der Outsider Art, vor allem in ihren Bezügen zu Leid, Schmerz und Heilung. Er verfügt über bedeutende Sammlungen zum Werk von Joseph Beuys (Heilkräfte der Kunst), die sich zu wesentlichen Teilen seit 2006 im Museum Wiesbaden befindet, und zur Malerei Edgar Endes (Dauerleihgabe im Museum Haus Opherdicke, Holzwickede).
Seine etwa 4.000 Bände umfassende Sammlung zum medizinischen Kinder- und Jugendbuch von 1800 bis 2000 hat er 2002 dem Bilderbuchmuseum in Troisdorf gestiftet. Murken ist Mitautor des von Wolfgang U. Eckart und Christoph Gradmann herausgegebenen Ärztelexikons, das 2006 in dritter Auflage erschien.

## Publikationen
- Das Bild des deutschen Krankenhauses im 19. Jahrhundert. 2. Auflage. Verlag Murken Altrogge, Münster 1978, ISBN 3-921801-01-X.
- Hier liegt mein Mann und läßt schön grüßen. Das Krankenhaus auf alten Postkarten. F. Coppenrath Verlag, Münster 1978, ISBN 3-920192-47-8.
- Die bauliche Entwicklung des deutschen Allgemeinen Krankenhauses im 19. Jahrhundert. Verlag Vandenhoeck & Ruprecht, Göttingen 1979, ISBN 3-525-45355-8.
- Joseph Beuys und die Medizin. Verlag F. Coppenrath, Münster 1979, ISBN 3-920192-81-8.
- Die neuen Bade- und Kuranlagen in Bad Nauheim zu Beginn des 20. Jahrhunderts, Verlag Vandenhoeck & Ruprecht, Göttingen 1987.
- Geschichte der Medizin. Begründet von Erwin H. Ackerknecht. 7. Auflage. Verlag Thieme, Stuttgart 1992, ISBN 3-432-80037-1.
- Vom Armenhospital zum Großklinikum. Die Geschichte des Krankenhauses vom 18. Jahrhundert bis zur Gegenwart. DuMont-Verlag, Köln 1988; 2. Auflage ebenda 1991; 3. Auflage ebenda 1995, ISBN 3-7701-2134-1.
- mit Franciscus Joseph Maria Schmidt: Die Darstellung des Geisteskranken in der bildenden Kunst. Ausgewählte Beispiele aus der europäischen Kunst mit besonderer Berücksichtigung der Niederlande. (= Studien zur Medizin-, Kunst- und Literaturgeschichte. Band 29). Verlag Murken-Altrogge, Herzogenrath 1991, ISBN 3-921801-58-3.
- mit Christa Murken: Prozesse der Freiheit. Vom Expressionismus bis zur Soul and Body-Art. DuMont Verlag, Köln 1985, ISBN 3-7701-1756-5.
- mit Christa Murken: Von der Avantgarde bis zur Postmoderne. Die Malerei des 20. Jahrhunderts. Verlag Klinkhardt und Biermann, München 1991, ISBN 3-7814-0309-2.
- Festschrift zum 25-jährigen Bestehen der Medizinischen Fakultät der Rheinisch-Westfälischen Technischen Hochschule Aachen. Biermann-Verlag, Zülpich 1991, ISBN 3-924469-54-7.
- mit Bernhard Bösing: Medicina in nummis. Die Heilkunde im Spiegel der Medaillen (= Studien zur Medizin-, Kunst- und Literaturgeschichte. Band 35). Verlag Murken-Altrogge, Herzogenrath 1996, ISBN 3-921801-83-4.
- 150 Jahre St. Hedwig-Krankenhaus in Berlin. Der Weg vom Armenhospital zum akademischen Lehrkrankenhaus. Herzogenrath 1996, ISBN 3-921801-86-9.
- Daß ich erkenne, was die Welt im Innersten zusammenhält... Zu den Werken Gerhard Richters von 1964 bis 1998 aus sieben Aachener Sammlungen. In: Gerhard Richter: Werke aus Aachener Sammlungen. Herausgegeben von Maria Engels und Anne Gold. Aachen 1999, ISBN 3-00-005248-8, S. 9–15.
- Lehrbuch der Medizinischen Terminologie. Grundlagen der ärztlichen Fachsprache. 6. Auflage. Wissenschaftliche Verlagsgesellschaft, Stuttgart 2018, ISBN 978-3-8047-3910-9.
- mit Christa Murken: Romantik in der Kunst der Gegenwart. Wienand-Verlag, Köln 1993, ISBN 3-87909-338-5.
- mit Christa Murken: Melancholie und Eros in Kunst und Gegenwart. Wienand-Verlag, Köln 1997, ISBN 3-87909-569-8.
- Edgar Ende. Sein Leben und sein Werk (1901–1965). Seine kunsthistorische Stellung in der Malerei des 20. Jahrhunderts. Mit einem Werkverzeichnis seiner Gemälde. Verlag Murken-Altrogge, Herzogenrath 2001, ISBN 3-920192-81-8.
- mit Arne Reimann: Edgar Ende. Melancholie und Verheißung. Hrsg. von Axel Hinrich Murken und Arne Reimann, Landkreis Unna. Mit einem vollständigen Verzeichnis der Werke von Edgar Ende. Verlag Kettler, Dortmund 2018, ISBN 978-3-86206-722-0.
- mit Maria Linsmann und Bernhard Schmitz: Kind, Krankheit und Krankenhaus im Kinder- und Jugendbuch. Die Sammlung Professor Dr. Dr. Axel Hinrich Murken. Troisdorf 2004, ISBN 3-9809301-2-2.
- Roland Delcol ou l’objet de désir et de métaphore. Der weibliche Körper als Allegorie. Vierzig Jahre hyperrealistische Malerei (1965–2005). Verlag Murken-Altrogge, Herzogenrath 2005, ISBN 3-935791-16-X.
- mit Volker Rattemeyer und Hans-Peter Wipplinger: Joseph Beuys. Heilkräfte der Kunst. Werke aus der Sammlung Axel Hinrich Murken. 2., erw. Auflage. Verlag Murken-Altrogge, Herzogenrath 2007, ISBN 978-3-935791-23-6.
- Geschichte der Arbeitsmedizin. In: Stephan Letzel, Dennis Nowak: Handbuch der Arbeitsmedizin. 9. Auflage. Ecomed, Landsberg am Lech 2008, ISBN 978-3-609-10570-3, 1. Ergänzungs-Lieferung 3/07, S. 1–31.
- Pain as man’s constant companion, from birth to death. Its cultural, medical and historical dimensions. 4 Bände. Verlag Murken-Altrogge, Herzogenrath 2003–2008, ISBN 3-935791-11-9, ISBN 3-935791-13-5, ISBN 3-935791-20-8, ISBN 978-3-935791-30-4.
- Edgar Ende (1901–1965). Der Träume Allmacht (= Studien zur Medizin-, Kunst- und Literaturgeschichte. Band 63). Herzogenrath 2009, ISBN 978-3-935791-31-1.
- Phantastische Welten. Vom Surrealismus zum Neosymbolismus – Drei Malergenerationen des 20. Jahrhunderts. (= Studien zur Medizin-, Kunst- und Literaturgeschichte. Band 64). 2. Auflage. Herzogenrath 2012, ISBN 978-3-935791-40-3.
- Joseph Beuys und Paris. Einblicke in sein Werk (1921–1986). (= Studien zur Medizin-, Kunst- und Literaturgeschichte. Band 68). 3. Auflage. Herzogenrath 2013, ISBN 978-3-935791-42-7.
- Die Geschichte der Lepra und des Aachener Leprosoriums (1230–1550). In: Andreas Prescher, Paul Wagner (Hrsg.): Aachen, Melaten. Der Friedhof des mittelalterlichen Leprosoriums an der Via Regia. Darmstadt 2016, S. 17–28.
- mit Peter R. Pawlik: Grüße aus dem Krankenhaus. Ansichtskarten von Berliner Krankenhäusern (= Studien zur Medizin-, Kunst- und Literaturgeschichte. Band 73). Herzogenrath 2017, ISBN 978-3-935791-49-6.
- Herbert Rolf Schlegel (1889–1972). Sein Leben und sein Werk. Verlag Murken-Altrogge, Herzogenrath 2020, ISBN 978-3-935791-54-0; 2. Auflage ebenda, ISBN 978-3-935791-57-1.
- Das beste Heilmittel war frische Luft. Zur Geschichte der Lungensanatorien und ihrer Therapien. In: Peter R. Pawlik, Irene Krause (Hrsg.): Heilpalast – Lost Place – Neue Stadt. Beelitz – Heilstätten. Aachen 2020, ISBN 978-3-943164-52-7, S. 23–41.
- mit Peter R. Pawlik: Fünfzig Jahre Deutsche Gesellschaft für Krankenhausgeschichte. Bibliografie Historia Hospitalium. Band 1 bis 30 (1966 bis 2017). Herzogenrath 2021, ISBN 978-3-935791-62-5.
- Joseph Beuys. In Bewegung. Plakate – Stationen seiner Kunst. Herzogenrath 2021, ISBN 978-3-935791-52-6.
- mit Sandra Abend: Kunst und Medizin. Die Sammlung Murken. Herzogenrath 2023, ISBN 978-3-935791-73-1.
- mit Roswitha Van der Zander: Bernd Hötzel (1958–2008). Die Schönheit des Heillosen. Herzogenrath 2023, ISBN 978-3-935791-69-4.
- mit Imme von Wedel: Gerhard Meyerratken. Von Menschen und Räumen. Gemälde, Gouachen und Aquarelle. Herzogenrath 2023, ISBN 978-3-935791-78-6.
- mit Sandra Abend: Maina-Miriam Munsky. Im Kaltlicht der OP-Lampe, Verlag Murken-Altrogge, Herzogenrath 2023, ISBN 978-3-935791-79-3.
- mit Arne Reimann und Sally Müller: Edgar Ende. Dauerleihgaben der Sammlung Axel Hinrich Murken an den Kunstbesitz des Kreises Unna. Dortmund 2024, ISBN 978-3-9874113-0-4.
- mit Arne Reimann und Sally Müller: Herbert Rolf Schlegel. Dauerleihgaben der Sammlung Axel Hinrich Murken an den Kunstbesitz des Kreises Unna. Dortmund 2024, ISBN 978-3-9874113-1-1.
- Robert Koch. Vom Landarzt zum Nobelpreisträger. Einblicke in sein Leben und sein Werk. Herzogenrath 2024, ISBN 978-3-935791-84-7.